# Runnin’ (From tha Police)
Runnin’ (From tha Police) – wspólny utwór 2Paca, The Notorious B.I.G., Stretcha i Dramacydala.

## Lista utworów
1. „Runnin’ From tha Police” (Stone's Radio RMX)
2. „Runnin’ From tha Police” (Stone's RMX Full Length)
3. „Runnin’ From tha Police” (Stone's Original Vibe Mix)
4. „Runnin’ From tha Police” (RMX Full TV Track)
5. „Runnin’ From tha Police” (RMX Full Instrumental)

## Notowania
| Notowanie (1997)                                | Najwyższa pozycja |
| ----------------------------------------------- | ----------------- |
| Australian Charts                               | 12                |
| Dutch Charts                                    | 47                |
| New Zealand Charts                              | 8                 |
| Swedish Charts                                  | 37                |
| UK Singles Chart                                | 15                |
| U.S. Billboard Hot 100                          | 81                |
| U.S. Billboard Hot R&B/Hip-Hop Singles & Tracks | 57                |
| U.S. Billboard Hot Rap Singles                  | 13                |